# Брулен
Брулен (фр. Brûlain) насеље је и општина у западној Француској у региону Поату-Шарант, у департману Де Севр која припада префектури Ниор.
По подацима из 2011. године у општини је живело 693 становника, а густина насељености је износила 28,09 становника/km². Општина се простире на површини од 24,67 km². Налази се на средњој надморској висини од 68 метара (максималној 89 m, а минималној 46 m).

## Демографија
| 1962. | 1968. | 1975. | 1982. | 1990. | 1999. | 2011. |
| ----- | ----- | ----- | ----- | ----- | ----- | ----- |
| 533   | 589   | 526   | 538   | 563   | 538   | 693   |

График промене броја становника у току последњих година